# Jayme Cortez
Jayme Cortez, nascido Jaime Cortez Martins (Lisboa, 8 de setembro de 1926 — São Paulo, 4 de julho de 1987), foi um quadrinista luso-brasileiro, considerado como um dos maiores quadrinistas do Brasil e mestre de uma geração de desenhistas de quadrinhos.
Venceu o Prémio Jabuti de 1969 pela capa da obra Barro blanco.

## Biografia
Autodidata, Cortez publicou, em julho de 1944, sua primeira HQ no semanário O Mosquito, onde foi discípulo de Eduardo Teixeira Coelho
Em março de 1947 desembarca no porto de Santos e fixa residência em São Paulo. No ano seguinte casa-se com a brasileira Maria Edna, posteriormente conhecida no meio quadrinhistico como Dona Edna, a fada madrinha dos quadrinhos. Jayme Cortez passou por dificuldades inicialmente, chegando a vender doces maria-mole com seus primos, pelo interior do estado de São Paulo agarrado numa boleia de caminhão. Logo depois teve uma curta experiência como chargista no Jornal O Dia e inicia sua carreira como desenhista de quadrinhos fazendo tiras para o Diário da Noite (Caça aos tubarões e O Guarany). Logo depois trabalha na Gazeta Juvenil, suplemento infantil do jornal paulista A Gazeta, sob a tutela de Messias de Mello. Neste periódico Cortez faz histórias em quadrinhos, charges e aprende o domínio das cores, começando a fazer ilustrações utilizando tintas para retoque fotográfico Kodak, um tipo de aquarela. Mais tarde, apresentado por Álvaro de Moya, ingressou na Editora La Selva, onde foi capista e diretor de arte.

Capa de Capitão 7 #1, Editora Continental, 1959, arte de Jayme Cortez.

Na década de 1950 a autocensura imposta aos quadrinhos americanos pelo Comics Code Authority restringiu a abordagem das histórias a temas simples, chegando, inclusive, a cancelar alguns títulos, principalmente com as revistas de terror. Isso abriu espaço para o trabalho dos artistas brasileiros. Nesta editora Cortez aprimorou sua arte, tanto no bico de pena quanto na ilustração. Fez todos os gêneros de capas, e foi o responsável por grandes sucessos nas bancas com revistas como: Terror Negro, Sobrenatural, e também infantis como Contos de Fada, Varinha Mágica, a dupla Oscarito e Grande Otelo e o cômico Mazzaropi. Grande parte desta produção foi criada sobre a supervisão e o incentivo de Jayme Cortez nas empresas na qual trabalhou.
Depois que Jayme Cortez saiu da editora La Selva, foi um dos fundadores da editora Continental, depois renomeada para Outubro. Onde publicava exclusivamente artistas brasileiros.
Artista rigoroso, utilizava fotos e modelos vivos como referência em seus trabalhos, Cortez também participou de movimentos pelo reconhecimento e valorização dos quadrinhos. Foi um dos idealizadores do projeto de reserva de mercado para a produção brasileira de quadrinhos, reservando dois terços do espaço para artistas locais, que chegou a ser entregue às autoridades mas nunca implantado.
Jayme Cortez também foi um dos organizadores (além de Álvaro de Moya, Miguel Penteado, Reinaldo de Oliveira e Syllas Roberg) da primeira Exposição Internacional de Histórias em Quadrinhos, quando, pela primeira vez no mundo, os quadrinhos eram apresentados e apreciados como arte e que foi aberta em 18 de junho de 1951, no Centro Cultura e Progresso, em São Paulo.
Foi professor da Escola Panamericana de Arte e trabalhou na área publicitária como desenhista de storyboard e diretor de criação da McCann Erickson entre 1964 e 1976, depois passou a diretor de merchandising e animação da Maurício de Sousa Produções.
Escreveu três livros; A Técnica do Desenho, Mestres da Ilustração e Manual Prático do Ilustrador.

### Reconhecimento
Em novembro de 1986 Jayme Cortez foi homenageado em Lucca, Itália, com o prêmio Caran D'Ache, no 17° Festival Internacional de HQ e Ilustração (Lucca vent'anni), pelos seus 50 anos de atividade.
De 17 a 19 de julho de 2015, o artista foi homenageado no 21º Fest Comix (São Paulo) com a exposição Grande Mestre dos Quadrinhos: Jayme Cortez, contando com réplicas e originais.

### Morte
Jayme Cortez morreu pouco antes de completar 61 anos devido a um ataque cardíaco, após dois dias internado em consequência de uma hemorragia no abdômen, deixando organizado o álbum Saga do Terror, que reunia vários de seus quadrinhos e que foi lançado postumamente pela editora Martins Fontes.

## Trabalho como ator
O desenhista teve uma breve experiência como ator de cinema, participando de três filmes do diretor José Mojica Marins, o Zé do Caixão: Delírios de um anormal (lançado em 1978); Mundo - mercado do sexo (lançado em 1979) e Perversão - Estupro (lançado em 1979).

## Troféu Jayme Cortez
Na primeira edição do Prêmio Angelo Agostini, em 1984, Cortez recebeu o título de "mestre", ao lado de Eugênio Colonnese, Messias de Mello e Rodolfo Zalla. No ano da sua morte, em 1987, os organizadores do prêmio criaram o Troféu Jayme Cortez, entregue a cada ano a uma personalidade ou instituição em reconhecimento por sua contribuição às histórias em quadrinhos no Brasil.